# Austrolimnophila accola
Austrolimnophila accola är en tvåvingeart som beskrevs av Alexander 1961. Austrolimnophila accola ingår i släktet Austrolimnophila och familjen småharkrankar. Inga underarter finns listade i Catalogue of Life.